# Вулиця Покутська (Львів)
Вулиця Покутська — вулиця у Шевченківському районі міста Львів, місцевість Замарстинів. Пролягає від вулиці Липинського углиб мікрорайону, завершується глухим кутом. Прилучаються вулиці Мурашка і Пачовського.

## Історія та забудова
Вулиця виникла у складі села Замарстинів на початку XX століття. Не пізніше 1928 року отримала назву Кайзера. У 1933 році перейменована на вулицю Зоммерштинів (у роки нацистської окупації — Зоммерштайн Небенґассе), була головною вулицею околиці Замарстинова, яка мала назву Новий Замарстинів. Сучасну назву має з 1946 року, на честь карпатського регіону Покуття.
Забудована одно- та двоповерховими будинками 1930-х років у стилі конструктивізм, одно- та триповерховими будинками 1960-х років, сучасними приватними садибами. Кілька будинків на початку вулиці зведені на межі XIX—XX століть.